# Torneo Nacional de Ascenso 2010-11
La temporada 2010-11 del Torneo Nacional de Ascenso, segunda categoría del básquet argentino, fue la decimonovena edición desde su creación. Comenzó a mediados de octubre de 2010 y finalizó en junio de 2011.
Para esta temporada volvieron a disputarlo dieciséis equipos. A los que terminaron la temporada pasada, los dos descendidos de la máxima división y los dos ascendidos se le sumaron Tucumán Basketball, Adelante de Reconquista y Unión Progresista, que compraron plazas vacantes. También hubo varios cambios de plazas, como el que hicieron Sportivo 9 de Julio y Unión de Sunchales, o el que unió a Alma Juniors, que en un principio iba a vender su plaza, y a Banda Norte.
Entre los abandonos a la categoría se encuentra el de Belgrano de San Nicolás, que se fue tras dos temporadas consecutivas jugando TNA, y el de Central Entrerriano, que tras dieciocho años entre Liga Nacional y TNA, abandonó el máximo circuito.
El campeón fue Quilmes de Mar del Plata que venció en la final a San Martín de Corrientes y así volvió rápidamente a la Liga Nacional tras haber descendido antes del comienzo de esta temporada. Mientras tanto, el elenco correntino se llevó el segundo ascenso al vencer en la final del repechaje al mejor equipo de la fase regular, Ciclista Juninense en cuatro juegos.
Adelante de Reconquista y Gimnasia y Esgrima de Villa del Parque fueron los equipos que perdieron la categoría.

## Modo de disputa
El campeonato estuvo dividido en cuatro fases y otorgó dos ascensos a la Liga Nacional de Básquet 2011/12 y dos descensos a la Primera Nacional "B" 2011/12.
Serie regular
Primera fase
Los dieciséis equipos participantes se dividieron en dos zonas, Norte y Sur, donde se enfrentaron en duelos de ida y vuelta. Se otorgaron dos puntos por partido ganado y un punto por partido perdido. Luego se los ordenó en una tabla teniendo en cuenta los resultados de los partidos y los mejores tres de cada zona más el mejor cuarto clasificaron al TNA 1 mientras que los restantes equipos clasificaron al TNA 2.
Segunda fase
Para esta fase, los equipos arrastran la mitad de puntos obtenidos en la fase anterior.
Los equipos del TNA 1 compitieron entre sí en duelos de ida y vuelta para clasificar a los cuartos de final. Los cuatro primeros clasificaron a dicha instancia. 
Los equipos del TNA 2 compitieron entre sí en duelos de ida y vuelta para no descender. Los dos peores equipos perdieron la categoría.
Ronda campeonato
Reclasificación
Los ocho equipos clasificados de los dos grupos TNA disputaron la reclasificación, donde los cuatro mejores tenían ventaja de localía. La fase fue de llaves de eliminación directa a 5 juegos. 
Eliminación general
A los cuatro ganadores de la reclasificación se les sumaron los cuatro mejores equipos del TNA 1, quienes tenían ventaja de localía. Los ocho equipos se enfrentaron entre sí en llaves de eliminación directa a cinco juegos.
Los dos ganadores de las semifinales se enfrentan para definir al campeón y primer ascendido del campeonato; mientras que los perdedores de clasifican, junto con el perdedor de la final, a la Ronda repechaje.
Ronda repechaje
La disputarán los dos perdedores de las semifinales de la Ronda campeonato y el perdedor de la Final de la misma ronda. Será a 5 partidos.
Semifinal
La disputan los dos perdedores de las semifinales de la Ronda campeonato, el ganador accederá a la final, mientras que el perdedor deja de participar.
Final
La disputan el ganador de la semifinal contra el perdedor de la Final de la Ronda campeonato y definirá al subcampeón y segundo ascenso del torneo. El perdedor deja de participar.

## Equipos participantes

### Ascensos y descensos
| Pos. | Ascendidos de la Primera Nacional "B" |
| ---- | ------------------------------------- |
| 1.º  | Alvear de Villa Ángela                |
| 2.º  | Gimnasia (Villa del Parque)           |

| Pos. | Descendidos de la LNB 2009/10 |
| ---- | ----------------------------- |
| 15.º | Quilmes (Mar del Plata)       |
| 16.º | Central Entrerriano           |

### Cambios de plazas
| Compra/intercambia plaza |
| ------------------------ |
| Unión de Sunchales       |
| Unión Progresista        |
| Adelante de Reconquista  |
| Tucumán BB               |
| Banda Norte              |

| Vende/intercambia plaza |
| ----------------------- |
| Alma Juniors            |
| Sportivo 9 de Julio     |
| Belgrano de San Nicolás |
| Central Entrerriano     |

### Equipos
| Club                                             | Procedencia                 | Pabellón                   |
| Asociación Atlética Banda Norte                  | Río Cuarto, Córdoba         | Banda Norte                |
| Asociación Española Mutual, Cultural y Deportiva | Charata, Chaco              | El Coloso de Cemento       |
| Asociación Italiana de Socorros Mutuos           | Charata, Chaco              | Estadio Antonio Golob      |
| Club Alvear                                      | Villa Ángela, Chaco         | Club Alvear                |
| Club Atlético Adelante                           | Reconquista, Santa Fe       | Estadio 10 de Enero        |
| Club Atlético, Biblioteca y Mutual San Martín    | Marcos Juárez, Córdoba      | Estadio Leonardo Gutiérrez |
| Club Atlético Quilmes                            | Mar del Plata, Buenos Aires | Estadio Once Unidos        |
| Club Atlético Unión                              | Sunchales, Santa Fe         | La Fortaleza del Bicho     |
| Club Ciclista Juninense                          | Junín, Buenos Aires         | Estadio Raúl "Chuni" Merlo |
| Club Ciudad de Bragado                           | Bragado, Buenos Aires       | Bragado Club               |
| Club Gimnasia y Esgrima                          | Ciudad de Buenos Aires      | GEVP                       |
| Club San Martín                                  | Corrientes, Corrientes      | El Fortín Rojinegro        |
| Club Unión Progresista                           | Villa Ángela, Chaco         | Club Unión Progresista     |
| Firmat Football Club                             | Firmat, Santa Fe            | Firmat Football Club       |
| Oberá Tenis Club                                 | Oberá, Misiones             | Oberá Tenis Club           |
| Tucumán Basketball                               | Tucumán, Tucumán            | Tucumán BB                 |

## Primera fase

### Zona norte
| Equipo | Equipo                  | PJ | PG | PP | Pts |
| ------ | ----------------------- | -- | -- | -- | --- |
| 1.°    | Asociación Italiana     | 14 | 9  | 5  | 23  |
| 2.°    | San Martín (Corrientes) | 14 | 9  | 5  | 23  |
| 3.°    | Oberá Tenis Club        | 14 | 9  | 5  | 23  |
| 4.°    | Alvear (Villa Ángela)   | 14 | 9  | 5  | 23  |
| 5.°    | Unión Progresista       | 14 | 8  | 6  | 22  |
| 6.°    | Asociación Española     | 14 | 6  | 8  | 20  |
| 7.°    | Tucumán BB              | 14 | 3  | 11 | 17  |
| 8.°    | Adelante (Reconquista)  | 14 | 3  | 11 | 17  |

|  | Clasificado al TNA 1. |
|  | Clasificado al TNA 2. |

| Oberá TC       | 94 - 66 | Asoc. Italiana    | Oberá TC             | 20 de octubre |
| Asoc. Española | 92 - 87 | Tucumán BB        | El Coloso de Cemento | 22 de octubre |
| Alvear         | 93 - 67 | San Martín (C)    | Club Alvear          | 22 de octubre |
| Adelante       | 72 - 76 | Unión Progresista | Club Adelante        | 22 de octubre |

| San Martín (C)    | 93 - 76 | Tucumán BB     | El Fortín Rojinegro | 31 de octubre |
| Unión Progresista | 68 - 77 | Alvear         | Unión Progresista   | 31 de octubre |
| Asoc. Italiana    | 88 - 68 | Adelante       | Antonio Golob       | 31 de octubre |
| Oberá TC          | 75 - 67 | Asoc. Española | Oberá TC            | 31 de octubre |

| Asoc. Española | 77 - 66 | San Martín (C)    | El Coloso de Cemento | 5 de noviembre |
| Tucumán BB     | 88 - 90 | Unión Progresista | Tucumán BB           | 5 de noviembre |
| Alvear         | 76 - 77 | Asoc. Italiana    | Club Alvear          | 5 de noviembre |
| Adelante       | 70 - 75 | Oberá TC          | Club Adelante        | 5 de noviembre |

| Asoc. Italiana    | 84 - 72 | Tucumán BB     | Antonio Golob     | 12 de noviembre |
| Unión Progresista | 86 - 94 | San Martín (C) | Unión Progresista | 12 de noviembre |
| Oberá TC          | 93 - 88 | Alvear         | Oberá TC          | 12 de noviembre |
| Adelante          | 70 - 75 | Asoc. Española | Club Adelante     | 12 de noviembre |

| San Martín (C) | 80 - 72 | Asoc. Italiana    | El Fortín Rojinegro  | 19 de noviembre |
| Asoc. Española | 70 - 75 | Unión Progresista | El Coloso de Cemento | 19 de noviembre |
| Tucumán BB     | 76 - 73 | Oberá TC          | Tucumán BB           | 19 de noviembre |
| Alvear         | 76 - 61 | Adelante          | Club Alvear          | 19 de noviembre |

| Asoc. Italiana | 88 - 80 | Unión Progresista | Antonio Golob | 25 de noviembre |
| Oberá TC       | 78 - 76 | San Martín (C)    | Oberá TC      | 26 de noviembre |
| Alvear         | 92 - 77 | Asoc. Española    | Club Alvear   | 26 de noviembre |
| Adelante       | 74 - 65 | Tucumán BB        | Club Adelante | 14 de diciembre |

| Asoc. Española    | 74 - 72  | Asoc. Italiana | El Coloso de Cemento | 3 de diciembre |
| Unión Progresista | 63 - 66  | Oberá TC       | Unión Progresista    | 3 de diciembre |
| San Martín (C)    | 66 - 55  | Adelante       | El Fortín Rojinegro  | 3 de diciembre |
| Tucumán BB        | 77 - 109 | Alvear         | Tucumán BB           | 3 de diciembre |

| Tucumán BB     | 65 - 71 | San Martín (C)    | Tucumán BB           | 10 de diciembre |
| Alvear         | 85 - 99 | Unión Progresista | Club Alvear          | 10 de diciembre |
| Adelante       | 76 - 75 | Asoc. Italiana    | Club Adelante        | 10 de diciembre |
| Asoc. Española | 60 - 54 | Oberá TC          | El Coloso de Cemento | 10 de diciembre |

| Unión Progresista | 75 - 68 | Tucumán BB     | Unión Progresista   | 16 de diciembre |
| San Martín (C)    | 89 - 47 | Asoc. Española | El Fortín Rojinegro | 17 de diciembre |
| Asoc. Italiana    | 83 - 80 | Alvear         | Antonio Golob       | 17 de diciembre |
| Oberá TC          | 75 - 50 | Adelante       | Oberá TC            | 17 de diciembre |

| Alvear         | 67 - 61 | Oberá TC          | Club Alvear         | 22 de diciembre |
| Asoc. Italiana | 83 - 61 | Adelante          | Antonio Golob       | 22 de diciembre |
| San Martín (C) | 81 - 91 | Unión Progresista | El Fortín Rojinegro | 22 de diciembre |
| Tucumán BB     | 70 - 78 | Asoc. Italiana    | Tucumán BB          | 22 de diciembre |

| Oberá TC          | 88 - 69 | Tucumán BB     | Oberá TC          | 7 de diciembre |
| Adelante          | 62 - 76 | Alvear         | Club Adelante     | 7 de diciembre |
| Asoc. Italiana    | 97 - 78 | San Martín (C) | Antonio Golob     | 7 de diciembre |
| Unión Progresista | 93 - 64 | Asoc. Española | Unión Progresista | 7 de diciembre |

| Asoc. Española    | 76 - 83 | Alvear         | El Coloso de Cemento | 14 de diciembre |
| Tucumán BB        | 80 - 70 | Adelante       | Tucumán BB           | 14 de diciembre |
| Unión Progresista | 82 - 81 | Asoc. Italiana | Unión Progresista    | 14 de diciembre |
| San Martín (C)    | 77 - 64 | Oberá TC       | El Fortín Rojinegro  | 17 de enero     |

| Alvear         | 94 - 70 | Tucumán BB        | Club Alvear   | 21 de enero |
| Adelante       | 63 - 68 | San Martín (C)    | Club Adelante | 21 de enero |
| Oberá TC       | 73 - 54 | Unión Progresista | Oberá TC      | 21 de enero |
| Asoc. Italiana | 69 - 64 | Asoc. Española    | Antonio Golob | 21 de enero |

| Tucumán BB        | 87 - 80 | Asoc. Española | Tucumán BB          | 28 de enero |
| San Martín (C)    | 70 - 64 | Alvear         | El Fortín Rojinegro | 28 de enero |
| Unión Progresista | 70 - 72 | Adelante       | Unión Progresista   | 28 de enero |
| Asoc. Italiana    | 58 - 56 | Oberá TC       | Antonio Golob       | 28 de enero |

### Zona sur
| Equipo | Equipo                      | PJ | PG | PP | Pts |
| ------ | --------------------------- | -- | -- | -- | --- |
| 1.°    | Ciudad de Bragado           | 14 | 10 | 4  | 24  |
| 2.°    | Firmat FBC                  | 14 | 9  | 5  | 23  |
| 3.°    | Quilmes (Mar del Plata)     | 14 | 8  | 6  | 22  |
| 4.°    | Ciclista Juninense          | 14 | 8  | 6  | 22  |
| 5.°    | Unión (Sunchales)           | 14 | 7  | 7  | 21  |
| 6.°    | Banda Norte                 | 14 | 7  | 7  | 21  |
| 7.°    | San Martín (Marcos Juárez)  | 14 | 4  | 10 | 18  |
| 8.°    | Gimnasia (Villa del Parque) | 14 | 3  | 11 | 17  |

|  | Clasificado al TNA 1. |
|  | Clasificado al TNA 2. |

| Unión (S)     | 80 - 73 | Quilmes (MdP)     | La Fortaleza del Bicho | 22 de octubre |
| Ciclista (J)  | 78 - 70 | Banda Norte       | Raúl "Chuni" Merlo     | 22 de octubre |
| Gimnasia (VP) | 71 - 81 | Ciudad de Bragado | GEVP                   | 22 de octubre |
| Firmat FBC    | 90 - 65 | San Martín (MJ)   | Firmat FBC             | 24 de octubre |

| San Martín (MJ)   | 69 - 77 | Quilmes (MdP) | "Leo" Gutiérrez | 31 de octubre |
| Banda Norte       | 97 - 82 | Firmat FBC    | Banda Norte     | 31 de octubre |
| Ciudad de Bragado | 73 - 58 | Ciclista (J)  | Bragado Club    | 31 de octubre |
| Gimnasia (VP)     | 74 - 88 | Unión (S)     | GEVP            | 31 de octubre |

| Unión (S)     | 89 - 69  | San Martín (MJ)   | La Fortaleza del Bicho | 5 de noviembre |
| Quilmes (MdP) | 81 - 72  | Banda Norte       | Once Unidos            | 5 de noviembre |
| Ciclista (J)  | 101 - 66 | Gimnasia (VP)     | Raúl "Chuni" Merlo     | 6 de noviembre |
| Firmat FBC    | 83 - 72  | Ciudad de Bragado | Firmat FBC             | 7 de noviembre |

| Banda Norte       | 97 - 85 | San Martín (MJ) | Banda Norte        | 12 de noviembre |
| Ciudad de Bragado | 81 - 67 | Quilmes (MdP)   | Bragado Club       | 12 de noviembre |
| Gimnasia (VP)     | 65 - 73 | Firmat FBC      | GEVP               | 12 de noviembre |
| Ciclista (J)      | 76 - 67 | Unión (S)       | Raúl "Chuni" Merlo | 12 de noviembre |

| Unión (S)       | 103 - 72 | Banda Norte       | La Fortaleza del Bicho | 19 de noviembre |
| San Martín (MJ) | 79 - 76  | Ciudad de Bragado | "Leo" Gutiérrez        | 19 de noviembre |
| Quilmes (MdP)   | 82 - 64  | Gimnasia (VP)     | Once Unidos            | 19 de noviembre |
| Firmat FBC      | 81 - 62  | Ciclista (J)      | Firmat FBC             | 21 de noviembre |

| Ciudad de Bragado | 82 - 69 | Banda Norte     | Bragado Club       | 26 de noviembre |
| Gimnasia (VP)     | 89 - 82 | San Martín (MJ) | GEVP               | 26 de noviembre |
| Ciclista (J)      | 75 - 85 | Quilmes (MdP)   | Raúl "Chuni" Merlo | 26 de noviembre |
| Firmat FBC        | 74 - 81 | Unión (S)       | Firmat FBC         | 28 de noviembre |

| Unión (S)       | 87 - 77 | Ciudad de Bragado | La Fortaleza del Bicho | 3 de diciembre |
| Banda Norte     | 81 - 73 | Gimnasia (VP)     | Banda Norte            | 3 de diciembre |
| San Martín (MJ) | 80 - 82 | Ciclista (J)      | "Leo" Gutiérrez        | 3 de diciembre |
| Quilmes (MdP)   | 84 - 83 | Firmat FBC        | Once Unidos            | 6 de diciembre |

| Unión (S)     | 86 - 71 | Gimnasia (VP)     | La Fortaleza del Bicho | 10 de diciembre |
| Quilmes (MdP) | 84 - 69 | San Martín (MJ)   | Once Unidos            | 12 de diciembre |
| Firmat FBC    | 83 - 70 | Banda Norte       | Firmat FBC             | 12 de diciembre |
| Ciclista (J)  | 76 - 51 | Ciudad de Bragado | Raúl "Chuni" Merlo     | 13 de diciembre |

| Banda Norte       | 87 - 85 | Quilmes (MdP) | Banda Norte     | 17 de diciembre |
| Ciudad de Bragado | 83 - 75 | Firmat FBC    | Bragado Club    | 17 de diciembre |
| San Martín (MJ)   | 91 - 86 | Unión (S)     | "Leo" Gutiérrez | 18 de diciembre |
| Gimnasia (VP)     | 67 - 85 | Ciclista (J)  | GEVP            | 20 de diciembre |

| San Martín (MJ) | 73 - 75 | Banda Norte       | "Leo" Gutiérrez        | 22 de diciembre |
| Quilmes (MdP)   | 65 - 80 | Ciudad de Bragado | Once Unidos            | 22 de diciembre |
| Firmat FBC      | 72 - 67 | Gimnasia (VP)     | Firmat FBC             | 22 de diciembre |
| Unión (S)       | 74 - 80 | Ciclista (J)      | La Fortaleza del Bicho | 22 de diciembre |

| Ciclista (J)      | 78 - 82 | Firmat FBC      | Raúl "Chuni" Merlo | 7 de enero |
| Gimnasia (VP)     | 71 - 67 | Quilmes (MdP)   | GEVP               | 7 de enero |
| Ciudad de Bragado | 79 - 61 | San Martín (MJ) | Bragado Club       | 7 de enero |
| Banda Norte       | 79 - 66 | Unión (S)       | Banda Norte        | 7 de enero |

| Unión (S)       | 76 - 83 | Firmat FBC        | La Fortaleza del Bicho | 14 de enero |
| Quilmes (MdP)   | 97 - 72 | Ciclista (J)      | Once Unidos            | 14 de enero |
| San Martín (MJ) | 91 - 77 | Gimnasia (VP)     | "Leo" Gutiérrez        | 14 de enero |
| Banda Norte     | 92 - 93 | Ciudad de Bragado | Banda Norte            | 14 de enero |

| Firmat FBC        | 75 - 73 | Quilmes (MdP)   | Firmat FBC         | 21 de enero |
| Ciclista (J)      | 91 - 69 | San Martín (MJ) | Raúl "Chuni" Merlo | 21 de enero |
| Gimnasia (VP)     | 70 - 58 | Banda Norte     | GEVP               | 21 de enero |
| Ciudad de Bragado | 80 - 79 | Unión (S)       | Bragado Club       | 21 de enero |

| Quilmes (MdP)     | 91 - 86 | Unión (S)     | Once Unidos     | 28 de enero |
| San Martín (MJ)   | 91 - 76 | Firmat FBC    | "Leo" Gutiérrez | 28 de enero |
| Banda Norte       | 73 - 65 | Ciclista (J)  | Banda Norte     | 28 de enero |
| Ciudad de Bragado | 75 - 63 | Gimnasia (VP) | Bragado Club    | 28 de enero |

## Segunda fase

### TNA 1
| Equipo | Equipo                    | A    | PJ | PG | PP | Pts  |
| ------ | ------------------------- | ---- | -- | -- | -- | ---- |
| 1.°    | Ciclista Juninense        | 11.0 | 14 | 10 | 4  | 35.0 |
| 2.°    | Alvear (Villa Ángela)     | 11.5 | 14 | 8  | 6  | 33.5 |
| 3.°    | San Martín (Corrientes) 1 | 11.5 | 14 | 9  | 5  | 33.5 |
| 4.°    | Ciudad de Bragado 2       | 12.0 | 14 | 7  | 7  | 33.0 |
| 5.°    | Quilmes (Mar del Plata) 2 | 11.0 | 14 | 8  | 6  | 33.0 |
| 6.°    | Asociación Italiana       | 11.5 | 14 | 5  | 9  | 30.5 |
| 7.°    | Oberá Tenis Club          | 11.5 | 14 | 5  | 9  | 30.5 |
| 8.°    | Firmat FBC                | 11.5 | 14 | 4  | 10 | 29.5 |

|  | Clasificado a cuartos de final.   |
|  | Clasificado a la reclasificación. |

1: Se le descontó un punto al finalizar la segunda fase.

2: Ciudad de Bragado superó a Quilmes de Mar del Plata al ganarle ambos partidos jugados entre ellos.
| Oberá TC       | 92 - 79 | Asoc. Italiana    | Oberá TC            | 4 de febrero |
| San Martín (C) | 69 - 80 | Alvear            | El Fortín Rojinegro | 4 de febrero |
| Firmat FBC     | 81 - 75 | Ciudad de Bragado | Firmat FBC          | 5 de febrero |
| Ciclista (J)   | 77 - 70 | Quilmes (MdP)     | Raúl "Chuni" Merlo  | 5 de febrero |

| San Martín (C) | 89 - 55 | Asoc. Italiana    | El Fortín Rojinegro | 6 de febrero |
| Oberá TC       | 74 - 68 | Alvear            | Oberá TC            | 6 de febrero |
| Ciclista (J)   | 69 - 66 | Ciudad de Bragado | Raúl "Chuni" Merlo  | 7 de febrero |
| Firmat FBC     | 78 - 87 | Quilmes (MdP)     | Firmat FBC          | 7 de febrero |

| Ciudad de Bragado | 70 - 52 | Oberá TC       | Bragado Club  | 11 de febrero |
| Quilmes (MdP)     | 80 - 88 | San Martín (C) | Once Unidos   | 11 de febrero |
| Asoc. Italiana    | 85 - 82 | Firmat FBC     | Antonio Golob | 12 de febrero |
| Alvear            | 82 - 79 | Ciclista (J)   | Club Alvear   | 12 de febrero |

| Quilmes           | 79 - 61 | Oberá TC       | Once Unidos   | 13 de febrero |
| Ciudad de Bragado | 84 - 74 | San Martín (C) | Bragado Club  | 13 de febrero |
| Alvear            | 72 - 64 | Firmat FBC     | Club Alvear   | 14 de febrero |
| Asoc. Italiana    | 94 - 88 | Ciclista (J)   | Antonio Golob | 14 de febrero |

| Asoc. Italiana | 84 - 89 | Ciudad de Bragado | Antonio Golob      | 18 de febrero |
| Firmat FBC     | 87 - 60 | Oberá TC          | Firmat FBC         | 18 de febrero |
| Alvear         | 74 - 72 | Quilmes (MdP)     | Club Alvear        | 18 de febrero |
| Ciclista (J)   | 70 - 68 | San Martín (C)    | Raúl "Chuni" Merlo | 18 de febrero |

| Ciclista (J)   | 68 - 65 | Oberá TC          | Raúl "Chuni" Merlo | 20 de febrero |
| Alvear         | 74 - 70 | Ciudad de Bragado | Club Alvear        | 20 de febrero |
| Firmat FBC     | 80 - 84 | San Martín (C)    | Firmat FBC         | 20 de febrero |
| Asoc. Italiana | 63 - 86 | Quilmes (MdP)     | Antonio Golob      | 20 de febrero |

| Ciudad de Bragado | 78 - 82 | Asoc. Italiana | Bragado Club        | 25 de febrero |
| Oberá TC          | 70 - 67 | Firmat FBC     | Oberá TC            | 25 de febrero |
| Quilmes (MdP)     | 94 - 59 | Alvear         | Once Unidos         | 25 de febrero |
| San Martín (C)    | 87 - 71 | Ciclista (J)   | El Fortín Rojinegro | 25 de febrero |

| San Martín (C)    | 79 - 78 | Firmat FBC     | El Fortín Rojinegro | 27 de febrero |
| Oberá TC          | 73 - 81 | Ciclista (J)   | Oberá TC            | 27 de febrero |
| Ciudad de Bragado | 67 - 57 | Alvear         | Bragado Club        | 27 de febrero |
| Quilmes (MdP)     | 72 - 64 | Asoc. Italiana | Once Unidos         | 28 de febrero |

| Ciudad de Bragado | 83 - 86 | Quilmes (MdP)  | Bragado Club  | 4 de marzo |
| Oberá TC          | 77 - 83 | San Martín (C) | Oberá TC      | 4 de marzo |
| Firmat FBC        | 54 - 70 | Ciclista (J)   | Firmat FBC    | 4 de marzo |
| Asoc. Italiana    | 63 - 76 | Alvear         | Antonio Golob | 4 de marzo |

| Alvear         | 86 - 89 | Asoc. Italiana    | Club Alvear         | 6 de marzo |
| San Martín (C) | 71 - 76 | Oberá TC          | El Fortín Rojinegro | 6 de marzo |
| Ciclista (J)   | 77 - 60 | Firmat FBC        | Raúl "Chuni" Merlo  | 6 de marzo |
| Quilmes (MdP)  | 69 - 77 | Ciudad de Bragado | Once Unidos         | 6 de marzo |

| Quilmes (MdP)     | 80 - 87 | Ciclista (J)   | Once Unidos   | 9 de marzo |
| Alvear            | 90 - 88 | San Martín (C) | Club Alvear   | 9 de marzo |
| Ciudad de Bragado | 84 - 74 | Firmat FBC     | Bragado Club  | 9 de marzo |
| Asoc. Italiana    | 91 - 70 | Oberá TC       | Antonio Golob | 9 de marzo |

| Asoc. Italiana    | 78 - 88 | San Martín (C) | Antonio Golob | 11 de marzo |
| Ciudad de Bragado | 69 - 59 | Ciclista (J)   | Bragado Club  | 11 de marzo |
| Alvear            | 76 - 61 | Oberá TC       | Club Alvear   | 11 de marzo |
| Quilmes (MdP)     | 86 - 80 | Firmat FBC     | Once Unidos   | 11 de marzo |

| Firmat FBC     | 84 - 73 | Asoc. Italiana    | Firmat FBC          | 18 de marzo |
| San Martín (C) | 77 - 68 | Quilmes (MdP)     | El Fortín Rojinegro | 19 de marzo |
| Ciclista (J)   | 93 - 85 | Alvear            | Raúl "Chuni" Merlo  | 19 de marzo |
| Oberá TC       | 62 - 55 | Ciudad de Bragado | Oberá TC            | 19 de marzo |

| Firmat FBC     | 85 - 79 | Alvear            | Firmat FBC          | 21 de marzo |
| Oberá TC       | 58 - 67 | Quilmes (MdP)     | Oberá TC            | 21 de marzo |
| Ciclista (J)   | 83 - 72 | Asoc. Italiana    | Raúl "Chuni" Merlo  | 21 de marzo |
| San Martín (C) | 77 - 75 | Ciudad de Bragado | El Fortín Rojinegro | 21 de marzo |

### TNA 2
| Equipo | Equipo                      | A    | PJ | PG | PP | Pts  |
| ------ | --------------------------- | ---- | -- | -- | -- | ---- |
| 1.°    | Unión (Sunchales)           | 10.5 | 14 | 10 | 4  | 34.5 |
| 2.°    | Banda Norte                 | 10.5 | 14 | 7  | 7  | 31.5 |
| 3.°    | San Martín (MJ) 2           | 9.0  | 14 | 8  | 6  | 31.0 |
| 4.°    | Unión Progresista 1 2       | 11.0 | 14 | 7  | 7  | 31.0 |
| 5.°    | Tucumán BB                  | 8.5  | 14 | 8  | 6  | 30.5 |
| 6.°    | Asociación Española         | 10.0 | 14 | 6  | 8  | 30.0 |
| 7.°    | Gimnasia (Villa del Parque) | 8.5  | 14 | 7  | 7  | 29.5 |
| 8.°    | Adelante (Reconquista)      | 8.5  | 14 | 3  | 11 | 25.5 |

|  | Clasificado a la reclasificación.     |
|  | Descendido a la Primera Nacional "B". |

1: Se le descontó un punto al finalizar la segunda fase.

2: Ante la igualdad de puntos entre San Martín (MJ) y Unión Progresista, el equipo del Chaco quedó debajo ya que fue sancionado.
| Unión Progresista | 90 - 82 | Tucumán BB      | Unión Progresista      | 4 de febrero |
| Unión (S)         | 94 - 80 | Gimnasia (VP)   | La Fortaleza del Bicho | 4 de febrero |
| Asoc. Española    | 73 - 54 | Adelante        | El Coloso de Cemento   | 4 de febrero |
| Banda Norte       | 81 - 75 | San Martín (MJ) | Banda Norte            | 4 de febrero |

| Banda Norte       | 78 - 89 | Gimnasia (VP)   | Banda Norte            | 6 de febrero |
| Asoc. Española    | 82 - 83 | Tucumán BB      | El Coloso de Cemento   | 6 de febrero |
| Unión (S)         | 92 - 98 | San Martín (MJ) | La Fortaleza del Bicho | 6 de febrero |
| Unión Progresista | 79 - 53 | Adelante        | Unión Progresista      | 6 de febrero |

| Tucumán BB      | 74 - 84 | Unión (S)         | Tucumán BB      | 11 de febrero |
| Gimnasia (VP)   | 74 - 75 | Unión Progresista | GEVP            | 11 de febrero |
| Adelante        | 56 - 48 | Banda Norte       | Club Adelante   | 11 de febrero |
| San Martín (MJ) | 75 - 74 | Asoc. Española    | "Leo" Gutiérrez | 11 de febrero |

| San Martín (MJ) | 67 - 62 | Unión Progresista | "Leo" Gutiérrez | 13 de febrero |
| Adelante        | 71 - 68 | Unión (S)         | Club Adelante   | 13 de febrero |
| Gimnasia (VP)   | 81 - 82 | Asoc. Española    | GEVP            | 13 de febrero |
| Tucumán BB      | 78 - 76 | Banda Norte       | Tucumán BB      | 13 de febrero |

| Tucumán BB  | 84 - 81 | Gimnasia (VP)     | Tucumán BB             | 18 de febrero |
| Adelante    | 52 - 66 | San Martín (MJ)   | Club Adelante          | 18 de febrero |
| Unión (S)   | 92 - 80 | Unión Progresista | La Fortaleza del Bicho | 19 de febrero |
| Banda Norte | 95 - 85 | Asoc. Española    | Banda Norte            | 19 de febrero |

| Adelante    | 94 - 96  | Gimnasia (VP)     | Club Adelante          | 20 de febrero |
| Tucumán BB  | 77 - 73  | San Martín (MJ)   | Tucumán BB             | 20 de febrero |
| Banda Norte | 98 - 92  | Unión Progresista | Banda Norte            | 21 de febrero |
| Unión (S)   | 103 - 83 | Asoc. Española    | La Fortaleza del Bicho | 21 de febrero |

| Gimnasia (VP)     | 86 - 71 | Tucumán BB  | GEVP                 | 25 de febrero |
| Unión Progresista | 74 - 78 | Unión (S)   | Unión Progresista    | 25 de febrero |
| San Martín (MJ)   | 83 - 67 | Adelante    | "Leo" Gutiérrez      | 25 de febrero |
| Asoc. Española    | 88 - 78 | Banda Norte | El Coloso de Cemento | 25 de febrero |

| Asoc. Española    | 74 - 75 | Unión (S)   | El Coloso de Cemento | 27 de febrero |
| San Martín (MJ)   | 83 - 76 | Tucumán BB  | "Leo" Gutiérrez      | 27 de febrero |
| Unión Progresista | 74 - 76 | Banda Norte | Unión Progresista    | 27 de febrero |
| Gimnasia (VP)     | 76 - 53 | Adelante    | GEVP                 | 27 de febrero |

| Gimnasia (VP)     | 93 - 71 | San Martín (MJ) | GEVP                   | 4 de marzo |
| Unión Progresista | 93 - 77 | Asoc. Española  | Unión Progresista      | 4 de marzo |
| Unión (S)         | 72 - 80 | Banda Norte     | La Fortaleza del Bicho | 4 de marzo |
| Tucumán BB        | 88 - 70 | Adelante        | Tucumán BB             | 4 de marzo |

| Asoc. Española  | 71 - 87 | Unión Progresista | El Coloso de Cemento | 6 de marzo |
| Banda Norte     | 57 - 65 | Unión (S)         | Banda Norte          | 6 de marzo |
| San Martín (MJ) | 85 - 80 | Gimnasia (VP)     | "Leo" Gutiérrez      | 6 de marzo |
| Adelante        | 82 - 84 | Tucumán BB        | Club Adelante        | 7 de marzo |

| San Martín (MJ) | 76 - 70 | Banda Norte       | "Leo" Gutiérrez | 9 de marzo |
| Adelante        | 68 - 80 | Asoc. Española    | Club Adelante   | 9 de marzo |
| Gimnasia (VP)   | 71 - 75 | Unión (S)         | GEVP            | 9 de marzo |
| Tucumán BB      | 80 - 71 | Unión Progresista | Tucumán BB      | 9 de marzo |

| Tucumán BB      | 86 - 97 | Asoc. Española    | Tucumán BB      | 11 de marzo |
| Gimnasia (VP)   | 90 - 84 | Banda Norte       | GEVP            | 11 de marzo |
| Adelante        | 69 - 54 | Unión Progresista | Club Adelante   | 11 de marzo |
| San Martín (MJ) | 74 - 76 | Unión (S)         | "Leo" Gutiérrez | 11 de marzo |

| Asoc. Española    | 76 - 62 | San Martín (MJ) | El Coloso de Cemento   | 19 de marzo |
| Banda Norte       | 87 - 68 | Adelante        | Banda Norte            | 19 de marzo |
| Unión Progresista | 87 - 80 | Gimnasia (VP)   | Unión Progresista      | 19 de marzo |
| Unión (S)         | 76 - 85 | Tucumán BB      | La Fortaleza del Bicho | 19 de marzo |

| Unión (S)         | 81 - 47 | Adelante        | La Fortaleza del Bicho | 21 de febrero |
| Unión Progresista | 87 - 70 | San Martín (MJ) | Unión Progresista      | 21 de febrero |
| Banda Norte       | 80 - 69 | Tucumán BB      | Banda Norte            | 21 de febrero |
| Asoc. Española    | 90 - 91 | Gimnasia (VP)   | El Coloso de Cemento   | 21 de febrero |

## Tercera fase, play-offs
|  | Reclasificación | Reclasificación     | Reclasificación    |                     |   | Cuartos de final | Cuartos de final | Cuartos de final |  |     | Semifinales        | Semifinales | Semifinales |  |     | Final          | Final | Final |  |
|  |                 |                     |                    |                     |   |                  |                  |                  |  |     |                    |             |             |  |     |                |       |       |  |
|  |                 |                     |                    |                     |   |                  |                  |                  |  |     |                    |             |             |  |     |                |       |       |  |
|  |                 |                     |                    |                     |   |                  |                  |                  |  |     |                    |             |             |  |     |                |       |       |  |
|  |                 |                     |                    |                     |   |                  |                  |                  |  |     |                    |             |             |  |     |                |       |       |  |
|  |                 |                     |                    |                     |   |                  |                  |                  |  |     |                    |             |             |  |     |                |       |       |  |
|  |                 | 1.°                 | Ciclista Juninense | 3                   |   |                  |                  |                  |  |     |                    |             |             |  |     |                |       |       |  |
|  |                 |                     |                    | 3                   |   |                  |                  |                  |  |     |                    |             |             |  |     |                |       |       |  |
|  |                 |                     | 8.°                | Firmat FBC          | 1 |                  |                  |                  |  |     |                    |             |             |  |     |                |       |       |  |
|  | 8.°             | Firmat FBC          | 8.°                | Firmat FBC          | 1 | 3                |                  |                  |  |     |                    |             |             |  |     |                |       |       |  |
|  | 8.°             | Firmat FBC          |                    |                     |   |                  |                  |                  |  |     |                    |             |             |  |     |                |       |       |  |
|  | 9.°             | Unión (Sunchales)   | 2                  |                     |   |                  |                  |                  |  |     |                    |             |             |  |     |                |       |       |  |
|  | 9.°             | Unión (Sunchales)   | 2                  |                     |   |                  |                  |                  |  | 1.° | Ciclista Juninense | 1           |             |  |     |                |       |       |  |
|  |                 |                     |                    |                     |   |                  |                  |                  |  | 1.° | Ciclista Juninense | 1           |             |  |     |                |       |       |  |
|  |                 |                     | 5.°                | Quilmes             | 3 |                  |                  |                  |  |     |                    |             |             |  |     |                |       |       |  |
|  |                 |                     | 5.°                | Quilmes             | 3 |                  |                  |                  |  |     |                    |             |             |  |     |                |       |       |  |
|  |                 |                     |                    |                     |   |                  |                  |                  |  |     |                    |             |             |  |     |                |       |       |  |
|  |                 |                     |                    |                     |   |                  |                  |                  |  |     |                    |             |             |  |     |                |       |       |  |
|  |                 | 4.°                 | Ciudad de Bragado  | 0                   |   |                  |                  |                  |  |     |                    |             |             |  |     |                |       |       |  |
|  |                 |                     |                    | 0                   |   |                  |                  |                  |  |     |                    |             |             |  |     |                |       |       |  |
|  |                 |                     | 5.°                | Quilmes             | 3 |                  |                  |                  |  |     |                    |             |             |  |     |                |       |       |  |
|  | 5.°             | Quilmes             | 5.°                | Quilmes             | 3 | 3                |                  |                  |  |     |                    |             |             |  |     |                |       |       |  |
|  | 5.°             | Quilmes             |                    |                     |   |                  |                  |                  |  |     |                    |             |             |  |     |                |       |       |  |
|  | 12.°            | Unión Progresista   | 2                  |                     |   |                  |                  |                  |  |     |                    |             |             |  |     |                |       |       |  |
|  | 12.°            | Unión Progresista   | 2                  |                     |   |                  |                  |                  |  |     |                    |             |             |  | 3.° | San Martín (C) | 1     |       |  |
|  |                 |                     |                    |                     |   |                  |                  |                  |  |     |                    |             |             |  | 3.° | San Martín (C) | 1     |       |  |
|  |                 |                     | 5.°                | Quilmes             | 3 |                  |                  |                  |  |     |                    |             |             |  |     |                |       |       |  |
|  |                 |                     | 5.°                | Quilmes             | 3 |                  |                  |                  |  |     |                    |             |             |  |     |                |       |       |  |
|  |                 |                     |                    |                     |   |                  |                  |                  |  |     |                    |             |             |  |     |                |       |       |  |
|  |                 |                     |                    |                     |   |                  |                  |                  |  |     |                    |             |             |  |     |                |       |       |  |
|  |                 | 2.°                 | Alvear             | 3                   |   |                  |                  |                  |  |     |                    |             |             |  |     |                |       |       |  |
|  |                 |                     |                    | 3                   |   |                  |                  |                  |  |     |                    |             |             |  |     |                |       |       |  |
|  |                 |                     | 7.°                | Oberá TC            | 2 |                  |                  |                  |  |     |                    |             |             |  |     |                |       |       |  |
|  | 7.°             | Oberá TC            | 7.°                | Oberá TC            | 2 | 3                |                  |                  |  |     |                    |             |             |  |     |                |       |       |  |
|  | 7.°             | Oberá TC            |                    |                     |   |                  |                  |                  |  |     |                    |             |             |  |     |                |       |       |  |
|  | 10.°            | Banda Norte         | 2                  |                     |   |                  |                  |                  |  |     |                    |             |             |  |     |                |       |       |  |
|  | 10.°            | Banda Norte         | 2                  |                     |   |                  |                  |                  |  | 2.° | Alvear             | 1           |             |  |     |                |       |       |  |
|  |                 |                     |                    |                     |   |                  |                  |                  |  | 2.° | Alvear             | 1           |             |  |     |                |       |       |  |
|  |                 |                     | 3.°                | San Martín (C)      | 3 |                  |                  |                  |  |     |                    |             |             |  |     |                |       |       |  |
|  |                 |                     | 3.°                | San Martín (C)      | 3 |                  |                  |                  |  |     |                    |             |             |  |     |                |       |       |  |
|  |                 |                     |                    |                     |   |                  |                  |                  |  |     |                    |             |             |  |     |                |       |       |  |
|  |                 |                     |                    |                     |   |                  |                  |                  |  |     |                    |             |             |  |     |                |       |       |  |
|  |                 | 3.°                 | San Martín (C)     | 3                   |   |                  |                  |                  |  |     |                    |             |             |  |     |                |       |       |  |
|  |                 |                     |                    | 3                   |   |                  |                  |                  |  |     |                    |             |             |  |     |                |       |       |  |
|  |                 |                     | 6.°                | Asociación Italiana | 2 |                  |                  |                  |  |     |                    |             |             |  |     |                |       |       |  |
|  | 6.°             | Asociación Italiana | 6.°                | Asociación Italiana | 2 | 3                |                  |                  |  |     |                    |             |             |  |     |                |       |       |  |
|  | 6.°             | Asociación Italiana |                    |                     |   |                  |                  |                  |  |     |                    |             |             |  |     |                |       |       |  |
|  | 11.°            | San Martín (MJ)     | 0                  |                     |   |                  |                  |                  |  |     |                    |             |             |  |     |                |       |       |  |
|  | 11.°            | San Martín (MJ)     | 0                  |                     |   |                  |                  |                  |  |     |                    |             |             |  |     |                |       |       |  |
|  |                 |                     |                    |                     |   |                  |                  |                  |  |     |                    |             |             |  |     |                |       |       |  |

Notas:
- Los resultados en cada serie corresponden a la cantidad de partidos ganados por el equipo en cuestión.

### Reclasificación
Quilmes (Mar del Plata) - Unión Progersista
| 26 de marzo  | Quilmes (MdP) | 82–67 | Unión Progresista | Mar del Plata                 |  |  |
|              |               |       |                   |                               |  |  |
|              |               |       |                   | Pabellón: Estadio Once Unidos |  |  |
| Serie: 1 - 0 |               |       |                   |                               |  |  |
|              |               |       |                   |                               |  |  |

| 28 de marzo  | Quilmes (MdP) | 64–59 | Unión Progresista | Mar del Plata                 |  |  |
|              |               |       |                   |                               |  |  |
|              |               |       |                   | Pabellón: Estadio Once Unidos |  |  |
| Serie: 2 - 0 |               |       |                   |                               |  |  |
|              |               |       |                   |                               |  |  |

| 2 de abril   | Unión Progresista | 94–93 | Quilmes (MdP) | Villa Ángela                     |  |  |
|              |                   |       |               |                                  |  |  |
|              |                   |       |               | Pabellón: Club Unión Progresista |  |  |
| Serie: 1 - 2 |                   |       |               |                                  |  |  |
|              |                   |       |               |                                  |  |  |

| 4 de abril   | Unión Progresista | 69–68 | Quilmes (MdP) | Villa Ángela                     |  |  |
|              |                   |       |               |                                  |  |  |
|              |                   |       |               | Pabellón: Club Unión Progresista |  |  |
| Serie: 2 - 2 |                   |       |               |                                  |  |  |
|              |                   |       |               |                                  |  |  |

| 6 de abril   | Quilmes (MdP) | 80–58 | Unión Progresista | Mar del Plata                 |  |  |
|              |               |       |                   |                               |  |  |
|              |               |       |                   | Pabellón: Estadio Once Unidos |  |  |
| Serie: 3 - 2 |               |       |                   |                               |  |  |
|              |               |       |                   |                               |  |  |

Asociación Italiana - San Martín (Marcos Juárez)
| 26 de marzo  | Asociación Italiana | 96–91 | San Martín (MJ) | Charata                         |  |  |
|              |                     |       |                 |                                 |  |  |
|              |                     |       |                 | Pabellón: Estadio Antonio Golob |  |  |
| Serie: 1 - 0 |                     |       |                 |                                 |  |  |
|              |                     |       |                 |                                 |  |  |

| 28 de marzo  | Asociación Italiana | 82–73 | San Martín (MJ) | Charata                         |  |  |
|              |                     |       |                 |                                 |  |  |
|              |                     |       |                 | Pabellón: Estadio Antonio Golob |  |  |
| Serie: 2 - 0 |                     |       |                 |                                 |  |  |
|              |                     |       |                 |                                 |  |  |

| 2 de abril   | San Martín (MJ) | 69–74 | Asociación Italiana | Marcos Juárez                        |  |  |
|              |                 |       |                     |                                      |  |  |
|              |                 |       |                     | Pabellón: Estadio Leonardo Gutiérrez |  |  |
| Serie: 0 - 3 |                 |       |                     |                                      |  |  |
|              |                 |       |                     |                                      |  |  |

Oberá Tenis Club - Banda Norte
| 26 de marzo  | Oberá TC | 59–57 | Banda Norte | Oberá              |  |  |
|              |          |       |             |                    |  |  |
|              |          |       |             | Pabellón: Oberá TC |  |  |
| Serie: 1 - 0 |          |       |             |                    |  |  |
|              |          |       |             |                    |  |  |

| 28 de marzo  | Oberá TC | 66–56 | Banda Norte | Oberá              |  |  |
|              |          |       |             |                    |  |  |
|              |          |       |             | Pabellón: Oberá TC |  |  |
| Serie: 2 - 0 |          |       |             |                    |  |  |
|              |          |       |             |                    |  |  |

| 2 de abril   | Banda Norte | 76–60 | Oberá TC | Río Cuarto            |  |  |
|              |             |       |          |                       |  |  |
|              |             |       |          | Pabellón: Banda Norte |  |  |
| Serie: 1 - 2 |             |       |          |                       |  |  |
|              |             |       |          |                       |  |  |

| 4 de abril   | Banda Norte | 78–72 | Oberá TC | Río Cuarto            |  |  |
|              |             |       |          |                       |  |  |
|              |             |       |          | Pabellón: Banda Norte |  |  |
| Serie: 2 - 2 |             |       |          |                       |  |  |
|              |             |       |          |                       |  |  |

| 6 de abril   | Oberá TC | 73–65 | Banda Norte | Oberá              |  |  |
|              |          |       |             |                    |  |  |
|              |          |       |             | Pabellón: Oberá TC |  |  |
| Serie: 3 - 2 |          |       |             |                    |  |  |
|              |          |       |             |                    |  |  |

Firmat FBC - Unión (Sunchales)
| 26 de marzo  | Firmat FBC | 91–70 | Unión (S) | Firmat               |  |  |
|              |            |       |           |                      |  |  |
|              |            |       |           | Pabellón: Firmat FBC |  |  |
| Serie: 0 - 1 |            |       |           |                      |  |  |
|              |            |       |           |                      |  |  |

| 28 de marzo  | Firmat FBC | 87–79 | Unión (S) | Firmat               |  |  |
|              |            |       |           |                      |  |  |
|              |            |       |           | Pabellón: Firmat FBC |  |  |
| Serie: 0 - 2 |            |       |           |                      |  |  |
|              |            |       |           |                      |  |  |

| 2 de abril   | Unión (S) | 77–52 | Firmat FBC | Sunchales                        |  |  |
|              |           |       |            |                                  |  |  |
|              |           |       |            | Pabellón: La Fortaleza del Bicho |  |  |
| Serie: 2 - 1 |           |       |            |                                  |  |  |
|              |           |       |            |                                  |  |  |

| 4 de abril   | Unión (S) | 77–76 | Firmat FBC | Sunchales                        |  |  |
|              |           |       |            |                                  |  |  |
|              |           |       |            | Pabellón: La Fortaleza del Bicho |  |  |
| Serie: 2 - 2 |           |       |            |                                  |  |  |
|              |           |       |            |                                  |  |  |

| 6 de abril   | Firmat FBC | 95–84 | Unión (S) | Firmat               |  |  |
|              |            |       |           |                      |  |  |
|              |            |       |           | Pabellón: Firmat FBC |  |  |
| Serie: 3 - 2 |            |       |           |                      |  |  |
|              |            |       |           |                      |  |  |

### Cuartos de final
Ciclista Juninense - Firmat FBC
| 9 de abril   | Ciclista (J) | 79–73 | Firmat FBC | Junín                                |  |  |
|              |              |       |            |                                      |  |  |
|              |              |       |            | Pabellón: Estadio Raúl "Chuni" Merlo |  |  |
| Serie: 1 - 0 |              |       |            |                                      |  |  |
|              |              |       |            |                                      |  |  |

| 11 de abril  | Ciclista (J) | 91–72 | Firmat FBC | Junín                                |  |  |
|              |              |       |            |                                      |  |  |
|              |              |       |            | Pabellón: Estadio Raúl "Chuni" Merlo |  |  |
| Serie: 2 - 0 |              |       |            |                                      |  |  |
|              |              |       |            |                                      |  |  |

| 16 de abril  | Firmat FBC | 84–82 | Ciclista (J) | Firmat               |  |  |
|              |            |       |              |                      |  |  |
|              |            |       |              | Pabellón: Firmat FBC |  |  |
| Serie: 1 - 2 |            |       |              |                      |  |  |
|              |            |       |              |                      |  |  |

| 18 de abril  | Firmat FBC | 80–83 | Ciclista (J) | Firmat               |  |  |
|              |            |       |              |                      |  |  |
|              |            |       |              | Pabellón: Firmat FBC |  |  |
| Serie: 1 - 3 |            |       |              |                      |  |  |
|              |            |       |              |                      |  |  |

Ciudad de Bragado - Quilmes (Mar del Plata)
| 9 de abril   | Ciudad de Bragado | 71–92 | Quilmes (MdP) | Bragado                |  |  |
|              |                   |       |               |                        |  |  |
|              |                   |       |               | Pabellón: Bragado Club |  |  |
| Serie: 0 - 1 |                   |       |               |                        |  |  |
|              |                   |       |               |                        |  |  |

| 11 de abril  | Ciudad de Bragado | 71–85 | Quilmes (MdP) | Bragado                |  |  |
|              |                   |       |               |                        |  |  |
|              |                   |       |               | Pabellón: Bragado Club |  |  |
| Serie: 0 - 2 |                   |       |               |                        |  |  |
|              |                   |       |               |                        |  |  |

| 16 de abril  | Quilmes (MdP) | 86–72 | Ciudad de Bragado | Mar del Plata                 |  |  |
|              |               |       |                   |                               |  |  |
|              |               |       |                   | Pabellón: Estadio Once Unidos |  |  |
| Serie: 3 - 0 |               |       |                   |                               |  |  |
|              |               |       |                   |                               |  |  |

Alvear - Oberá Tenis Club
| 9 de abril   | Alvear | 69–56 | Oberá TC | Villa Ángela          |  |  |
|              |        |       |          |                       |  |  |
|              |        |       |          | Pabellón: Club Alvear |  |  |
| Serie: 1 - 0 |        |       |          |                       |  |  |
|              |        |       |          |                       |  |  |

| 11 de abril  | Alvear | 72–69 | Oberá TC | Villa Ángela          |  |  |
|              |        |       |          |                       |  |  |
|              |        |       |          | Pabellón: Club Alvear |  |  |
| Serie: 2 - 0 |        |       |          |                       |  |  |
|              |        |       |          |                       |  |  |

| 16 de abril  | Oberá TC | 64–62 | Alvear | Oberá                      |  |  |
|              |          |       |        |                            |  |  |
|              |          |       |        | Pabellón: Oberá Tenis Club |  |  |
| Serie: 1 - 2 |          |       |        |                            |  |  |
|              |          |       |        |                            |  |  |

| 18 de abril  | Oberá TC | 65–58 | Alvear | Oberá                      |  |  |
|              |          |       |        |                            |  |  |
|              |          |       |        | Pabellón: Oberá Tenis Club |  |  |
| Serie: 2 - 2 |          |       |        |                            |  |  |
|              |          |       |        |                            |  |  |

| 20 de abril  | Alvear | 81–68 | Oberá TC | Villa Ángela          |  |  |
|              |        |       |          |                       |  |  |
|              |        |       |          | Pabellón: Club Alvear |  |  |
| Serie: 3 - 2 |        |       |          |                       |  |  |
|              |        |       |          |                       |  |  |

San Martín (Corrientes) - Asociación Italiana
| 9 de abril   | San Martín (C) | 89–92 | Asociación Italiana | Corrientes                    |  |  |
|              |                |       |                     |                               |  |  |
|              |                |       |                     | Pabellón: El Fortín Rojinegro |  |  |
| Serie: 0 - 1 |                |       |                     |                               |  |  |
|              |                |       |                     |                               |  |  |

| 11 de abril  | San Martín (C) | 90–67 | Asociación Italiana | Corrientes                    |  |  |
|              |                |       |                     |                               |  |  |
|              |                |       |                     | Pabellón: El Fortín Rojinegro |  |  |
| Serie: 1 - 1 |                |       |                     |                               |  |  |
|              |                |       |                     |                               |  |  |

| 16 de abril  | Asociación Italiana | 99–91 | San Martín (C) | Charata                         |  |  |
|              |                     |       |                |                                 |  |  |
|              |                     |       |                | Pabellón: Estadio Antonio Golob |  |  |
| Serie: 2 - 1 |                     |       |                |                                 |  |  |
|              |                     |       |                |                                 |  |  |

| 18 de abril  | Asociación Italiana | 73–76 | San Martín (C) | Charata                         |  |  |
|              |                     |       |                |                                 |  |  |
|              |                     |       |                | Pabellón: Estadio Antonio Golob |  |  |
| Serie: 2 - 2 |                     |       |                |                                 |  |  |
|              |                     |       |                |                                 |  |  |

| 20 de abril  | San Martín (C) | 83–81 | Asociación Italiana | Corrientes                    |  |  |
|              |                |       |                     |                               |  |  |
|              |                |       |                     | Pabellón: El Fortín Rojinegro |  |  |
| Serie: 3 - 2 |                |       |                     |                               |  |  |
|              |                |       |                     |                               |  |  |

### Semifinales
Ciclista Juninense - Quilmes (Mar del Plata)
| 23 de abril  | Ciclista (J) | 94–91 | Quilmes (MdP) | Junín                                |  |  |
|              |              |       |               |                                      |  |  |
|              |              |       |               | Pabellón: Estadio Raúl "Chuni" Merlo |  |  |
| Serie: 1 - 0 |              |       |               |                                      |  |  |
|              |              |       |               |                                      |  |  |

| 25 de abril  | Ciclista (J) | 84–93 | Quilmes (MdP) | Junín                                |  |  |
|              |              |       |               |                                      |  |  |
|              |              |       |               | Pabellón: Estadio Raúl "Chuni" Merlo |  |  |
| Serie: 1 - 1 |              |       |               |                                      |  |  |
|              |              |       |               |                                      |  |  |

| 29 de abril  | Quilmes (MdP) | 81–74 | Ciclista (J) | Mar del Plata                 |  |  |
|              |               |       |              |                               |  |  |
|              |               |       |              | Pabellón: Estadio Once Unidos |  |  |
| Serie: 2 - 1 |               |       |              |                               |  |  |
|              |               |       |              |                               |  |  |

| 1 de mayo    | Quilmes (MdP) | 84–77 | Ciclista (J) | Mar del Plata                 |  |  |
|              |               |       |              |                               |  |  |
|              |               |       |              | Pabellón: Estadio Once Unidos |  |  |
| Serie: 3 - 1 |               |       |              |                               |  |  |
|              |               |       |              |                               |  |  |

Alvear - San Martín (Corrientes)
| 23 de abril  | Alvear | 72–76 | San Martín (C) | Villa Ángela          |  |  |
|              |        |       |                |                       |  |  |
|              |        |       |                | Pabellón: Club Alvear |  |  |
| Serie: 0 - 1 |        |       |                |                       |  |  |
|              |        |       |                |                       |  |  |

| 25 de abril  | Alvear | 83–69 | San Martín (C) | Villa Ángela          |  |  |
|              |        |       |                |                       |  |  |
|              |        |       |                | Pabellón: Club Alvear |  |  |
| Serie: 1 - 1 |        |       |                |                       |  |  |
|              |        |       |                |                       |  |  |

| 30 de abril  | San Martín (C) | 78–73 | Alvear | Corrientes                    |  |  |
|              |                |       |        |                               |  |  |
|              |                |       |        | Pabellón: El Fortín Rojinegro |  |  |
| Serie: 2 - 1 |                |       |        |                               |  |  |
|              |                |       |        |                               |  |  |

| 2 de mayo    | San Martín (C) | 76–62 | Alvear | Corrientes                    |  |  |
|              |                |       |        |                               |  |  |
|              |                |       |        | Pabellón: El Fortín Rojinegro |  |  |
| Serie: 3 - 1 |                |       |        |                               |  |  |
|              |                |       |        |                               |  |  |

### Final
San Martín (Corrientes) - Quilmes (Mar del Plata)
| 8 de mayo    | San Martín (C) | 72–75 | Quilmes (MdP) | Corrientes                    |  |  |
|              |                |       |               |                               |  |  |
|              |                |       |               | Pabellón: El Fortín Rojinegro |  |  |
| Serie: 0 - 1 |                |       |               |                               |  |  |
|              |                |       |               |                               |  |  |

| 10 de mayo   | San Martín (C) | 86–75 | Quilmes (MdP) | Corrientes                    |  |  |
|              |                |       |               |                               |  |  |
|              |                |       |               | Pabellón: El Fortín Rojinegro |  |  |
| Serie: 1 - 1 |                |       |               |                               |  |  |
|              |                |       |               |                               |  |  |

| 15 de mayo   | Quilmes (MdP) | 101–68 | San Martín (C) | Mar del Plata                 |  |  |
|              |               |        |                |                               |  |  |
|              |               |        |                | Pabellón: Estadio Once Unidos |  |  |
| Serie: 2 - 1 |               |        |                |                               |  |  |
|              |               |        |                |                               |  |  |

| 17 de mayo   | Quilmes (MdP) | 90–69 | San Martín (C) | Mar del Plata                 |  |  |
|              |               |       |                |                               |  |  |
|              |               |       |                | Pabellón: Estadio Once Unidos |  |  |
| Serie: 3 - 1 |               |       |                |                               |  |  |
|              |               |       |                |                               |  |  |

Quilmes de Mar del Plata

Campeón

Segundo título

Segundo ascenso incluyendo el TNA 1998-99

## Repechaje
|  | Semifinal | Semifinal          | Semifinal          |                         |   | Final | Final | Final |  |
|  |           |                    |                    |                         |   |       |       |       |  |
|  |           |                    |                    |                         |   |       |       |       |  |
|  |           |                    |                    |                         |   |       |       |       |  |
|  |           |                    |                    |                         |   |       |       |       |  |
|  |           |                    |                    |                         |   |       |       |       |  |
|  |           | 1.°                | Ciclista Juninense | 1                       |   |       |       |       |  |
|  |           |                    |                    | 1                       |   |       |       |       |  |
|  |           |                    | 3.°                | San Martín (Corrientes) | 3 |       |       |       |  |
|  | 1.°       | Ciclista Juninense | 3.°                | San Martín (Corrientes) | 3 | 3     |       |       |  |
|  | 1.°       | Ciclista Juninense |                    |                         |   | 3     |       |       |  |
|  | 2.°       | Alvear             | 2                  |                         |   |       |       |       |  |
|  | 2.°       | Alvear             | 2                  |                         |   |       |       |       |  |
|  |           |                    |                    |                         |   |       |       |       |  |

Nota: el equipo ubicado en la primera línea tuvo ventaja de localía.

### Semifinal
Ciclista Juninense - Alvear (Villa Ángela)
| 9 de mayo    | Ciclista (J) | 83–55 | Alvear (VA) | Junín                                |  |  |
|              |              |       |             |                                      |  |  |
|              |              |       |             | Pabellón: Estadio Raúl "Chuni" Merlo |  |  |
| Serie: 1 - 0 |              |       |             |                                      |  |  |
|              |              |       |             |                                      |  |  |

| 10 de mayo   | Ciclista (J) | 79–67 | Alvear (VA) | Junín                                |  |  |
|              |              |       |             |                                      |  |  |
|              |              |       |             | Pabellón: Estadio Raúl "Chuni" Merlo |  |  |
| Serie: 2 - 0 |              |       |             |                                      |  |  |
|              |              |       |             |                                      |  |  |

| 15 de mayo   | Alvear (VA) | 65–55 | Ciclista (J) | Villa Ángela          |  |  |
|              |             |       |              |                       |  |  |
|              |             |       |              | Pabellón: Club Alvear |  |  |
| Serie: 1 - 2 |             |       |              |                       |  |  |
|              |             |       |              |                       |  |  |

| 17 de mayo   | Alvear (VA) | 90–85 | Ciclista (J) | Villa Ángela          |  |  |
|              |             |       |              |                       |  |  |
|              |             |       |              | Pabellón: Club Alvear |  |  |
| Serie: 2 - 2 |             |       |              |                       |  |  |
|              |             |       |              |                       |  |  |

| 19 de mayo   | Ciclista (J) | 80–77 | Alvear (VA) | Junín                                |  |  |
|              |              |       |             |                                      |  |  |
|              |              |       |             | Pabellón: Estadio Raúl "Chuni" Merlo |  |  |
| Serie: 3 - 2 |              |       |             |                                      |  |  |
|              |              |       |             |                                      |  |  |

### Final
Ciclista Juninense - San Martín (Corrientes)
| 22 de mayo   | Ciclista (J) | 74–63 | San Martín (C) | Junín                                |  |  |
|              |              |       |                |                                      |  |  |
|              |              |       |                | Pabellón: Estadio Raúl "Chuni" Merlo |  |  |
| Serie: 1 - 0 |              |       |                |                                      |  |  |
|              |              |       |                |                                      |  |  |

| 24 de mayo   | Ciclista (J) | 63–76 | San Martín (C) | Junín                                |  |  |
|              |              |       |                |                                      |  |  |
|              |              |       |                | Pabellón: Estadio Raúl "Chuni" Merlo |  |  |
| Serie: 1 - 1 |              |       |                |                                      |  |  |
|              |              |       |                |                                      |  |  |

| 29 de mayo   | San Martín (C) | 92–78 | Ciclista (J) | Corrientes                    |  |  |
|              |                |       |              |                               |  |  |
|              |                |       |              | Pabellón: El Fortín Rojinegro |  |  |
| Serie: 2 - 1 |                |       |              |                               |  |  |
|              |                |       |              |                               |  |  |

| 31 de mayo   | San Martín (C) | 88–83 | Ciclista (J) | Corrientes                    |  |  |
|              |                |       |              |                               |  |  |
|              |                |       |              | Pabellón: El Fortín Rojinegro |  |  |
| Serie: 3 - 1 |                |       |              |                               |  |  |
|              |                |       |              |                               |  |  |

## Posiciones finales
| Equipo | Equipo                                |
| ------ | ------------------------------------- |
| 1.°    | Quilmes                               |
| 2.°    | San Martín (Corrientes)               |
| 3.°    | Ciclista Juninense                    |
| 4.°    | Alvear (Villa Ángela)                 |
| 5.°    | Ciudad de Bragado                     |
| 6.°    | Asociación Italiana (Charata)         |
| 7.°    | Oberá TC                              |
| 8.°    | Firmat FBC                            |
| 9.°    | Unión (Sunchales)                     |
| 10.°   | Banda Norte (Río Cuarto)              |
| 11.°   | San Martín (Marcos Juárez)            |
| 12.°   | Unión Progresista (Charata)           |
| 13.°   | Tucumán BB                            |
| 14.°   | Asociación Española (Charata)         |
| 15.°   | Gimnasia y Esgrima (Villa del Parque) |
| 16.°   | Adelante (Reconquista)                |

|  | Ascenso a la Liga Nacional. |
|  | Descenso a la Liga "B".     |